# Дмухайловский сельский совет
Дмуха́йловский се́льский сове́т (укр. Дмухайлівська сільська рада) — входит в состав
Магдалиновского района
Днепропетровской области
Украины.
Административный центр сельского совета находится в 
с. Дмухайловка.

## Населённые пункты совета
- с. Дмухайловка